# Sicista kazbegica
Espèce
Statut de conservation UICN

 EN B1ab(iii) : En danger
Sicista kazbegica est une espèce de petit rongeur de la famille des Dipodidae. L'espèce a été décrite en 1988 par trois zoologistes russes : Vladimir Evgenevich Sokolov, le Dr. Marina I. Baskevich et Yu. M. Kovalskaya. Elle est classée comme étant en danger par l'UICN.